# جان بيار روي
جان بيار روي هو مقدم تلفزيوني ومعلق رياضي كندي، ولد في 26 يونيو 1920 في مونتريال في كندا، وتوفي في 1 نوفمبر 2014 في بومبانو سيتي في الولايات المتحدة.

## وصلات خارجية
- جان بيار روي على موقع دوري كرة القاعدة الرئيسي (الإنجليزية)
- جان بيار روي على موقعبيزبول رفرنس.كوم (الدوري الرئيسي) (الإنجليزية)
- جان بيار روي على موقعبيزبول رفرنس.كوم (الدوري الثانوي) (الإنجليزية)
- جان بيار روي على موقع جمعية أبحاث البيسبول الأمريكية (الإنجليزية)
- جان بيار روي على موقع قاعة كيبيك للمشاهير الرياضية (الفرنسية)